# قشلاق أغلاقان
قشلاق أغلاقان هي قرية في مقاطعة كليبر، إيران. عدد سكان هذه القرية هو 32 في سنة 2006.